# KCRW

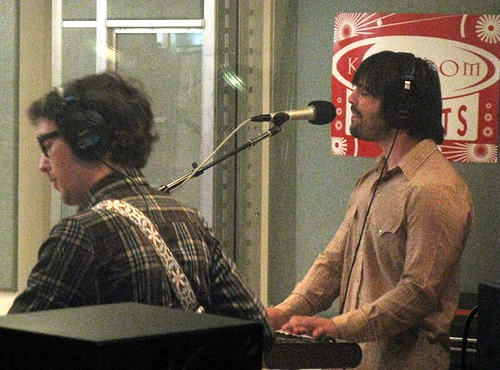
Jour de la division à KCRW

KCRW est une station de radio américaine, de service public, située à Santa Monica, en Californie. Fondée en 1945 et gérée par la faculté de Santa Monica, son réseau d'antenne-relais lui-permet de couvrir la région métropolitaine de Los Angeles et certaines régions de la Californie du Sud.
Le format de KCRW peut être qualifié de généraliste : sa programmation comporte des bulletins d'informations, des émissions de discussions et d'entretien et des programmes musicaux. KCRW est nationalement connue aux États-Unis pour produire un certain nombre de ses programmes, qui peuvent être diffusés sur le territoire américain via les réseaux de radiodiffusion auxquels la station est affiliée.

## Histoire
Ruth Seymour, ancienne directrice des programmes de KPFK, est devenue directrice générale en 1978 et a pris sa retraite en février 2010.

## Programmation
- Morning Becomes Eclectic (en), émission musicale animée depuis 2008 par Jason Bentley (en) ;
- Left, Right & Center (en), émission de débat politique animée par Matthew Miller (en), Arianna Huffington et Robert Scheer (en).